# Dziwne zachowania dojrzałych płciowo mieszkańców dużych miast w okresie łączenia się w pary
Dziwne zachowania dojrzałych płciowo mieszkańców dużych miast w okresie łączenia się w pary (niem. Das merkwürdige Verhalten geschlechtsreifer Großstädter zur Paarungszeit, ang. Love Scenes from Planet Earth) – niemiecka komedia romantyczna z 1998 roku w reżyserii Marca Rothemunda. Zdjęcia kręcono w Monachium.
Marc Rothemund otrzymał za ten film nagrodę dla najlepszego reżysera młodego pokolenia w Bawarii.

## Opis fabuły
Film opowiada o sfrustrowanym młodym pisarzu z Monachium – Charly'm (Christoph Waltz), byłym męża Manueli i ojcu dwuletniej Hanny. Po nieudanym spotkaniu z wydawcą, który odrzucił jego powieść, Charly siada za kierownicą jego ferrari z zamiarem spędzenia szalonego dnia, a następnie skończenia ze sobą.

## Obsada
- Cosma Shiva Hagen jako Sandra
- Christoph Waltz jako Charly
- Markus Knüfken jako Peter
- Ann-Kathrin Kramer jako Manuela
- Maria Wördemann jako Hanna
- Clara Wördemann jako Hanna
- Oliver Korittke jako Jimmy
- Heio von Stetten jako Sven
- Anica Dobra jako Tamineh
- Tobias Schenke jako Paul
- Mavie Hörbiger jako Nina
- Gudrun Landgrebe jako Cornelia

i inni.